# Битка код Горјана
Битка код Горјана или Ђаковачка битка (мађ. Diakovári csata) вођена је 9. октобра 1537. на Горјанима, месту у данашњој Славонији, између градова Ђакова и Валпова, у оквиру Малог рата у Мађарској, као и Стогодишњег хрватско-османског рата. У бици су учествовале српске снаге, под вођством последњег деспота Србије, Павла Бакића.

## Битка
Фердинанд је послао војску од 24.000 људи (из Аустрије, Мађарске, Светог Римског Царства, Чешке, Тирола и Хрватске) под командом крањског племића Ханса Кацијанера да заузме Осијек.
Опсада је пропала и због појаве османске коњице коју је послао управник Београда, војска је морала да се повуче. Османска војска је сустигла Аустријанце код мочвара Горјана, код Ђакова и Валпова на Драви. Кацијанер је приметио да је османска војска мања него што је очекивао и наредио је својим најбржим јединицама да нападну османску коњицу. Османска коњица је назадовала, али само да би намамила аустријску коњицу у замку. Осјечки гарнизон, као и османска коњица, брзо су напали са обе стране и са фронта, убивши велики део аустријске коњице. Османлије су тада кренуле у контранапад на Кацијанерову сада беспомоћну пешадију. Аустријанци су били тешко поражени и Кацијанер је побегао са преосталом коњицом и напустио војску. Арјмија је у целини била уништена.
Према извештајима, убијено је 20.000 мушкараца, укључујући генерале Лудвига Лодрона и деспота Павла Бакића. Бакићева одсечена глава однета је у Цариград.

## Последице
Ова кампања је била катастрофа сличних размера оној у Мохачу и зато је добила надимак Аустријски Мохач. Вест о поразу била је шок у Бечу и 1538. потписан је нови Нађварадски уговор.
Кацијанер је ухапшен, а на његово место команданта хрватске одбране постављен је Никола Јуришић. Нешто касније, Кацијанер је побегао из бечког затвора и сакрио се на имањима Зринских, све док није изгубио наклоност Зринског и био је погубљен.